# Madascincus polleni
Espèce
Synonymes
- Gongylus polleni Grandidier, 1869
- Amphiglossus polleni (Grandidier, 1869)
- Gongylus intermedius Boettger, 1913
- Amphiglossus intermedius (Boettger, 1913)
- Madascincus intermedius (Boettger, 1913)

Statut de conservation UICN

 LC  : Préoccupation mineure
Madascincus polleni est une espèce de sauriens de la famille des Scincidae.

## Répartition
Cette espèce est endémique de Madagascar.

## Étymologie
Cette espèce est nommée en l'honneur de François Pollen.

## Taxinomie
L'espèce Madascincus intermedius a été placée en synonymie avec Madascincus polleni par Miralles et Vences en 2013.

## Publication originale
- Grandidier, 1869 : Descriptions de quelques animaux nouveaux découverts, pendant l'année 1869, sur la côte ouest de Madagascar. Revue et Magazine de Zoologie (Paris), sér. 2, vol. 21, p. 337-342 (texte intégral).